# Pont romain de Saint-Thibéry
Pour les articles homonymes, voir Pont romain (homonymie).
Le pont romain de Saint-Thibéry est un pont supposé d'origine romaine mais plus certainement médiéval, situé à Saint-Thibéry dans le département français de l'Hérault et la région Occitanie.

## Histoire
Le pont permettait peut-être à la voie Domitienne de franchir le fleuve Hérault pour rejoindre l'antique oppidum de Cessero mais le tracé de la voie Domitienne est incertain dans la traversée du territoire de Saint-Thibéry et plusieurs hypothèses pour le franchissement de l'Hérault sont avancées. Il est possible également que la Grand-Rue actuelle dans la vieille ville corresponde à l'ancienne route, ce qui supposerait un franchissement de l'Hérault plus au nord du pont.
Un acte daté de 990 mentionne l'existence de ce pont. S’il s'agit d'un pont très ancien, il ne remonte sans doute pas au-delà du Moyen Âge malgré la légende (une estimation avance une date comprise entre 1150 et 1250). Ce pont était très utilisé par les pèlerins de Saint-Jacques de Compostelle qui faisaient halte pour honorer les restes des martyrs Tibère, Modeste et Florence.
Subissant les crues de l’Hérault et de son affluent la Thongue, le pont céda sous les inondations. Il ne fut réutilisé qu’en 1536, sur décision des États généraux du Languedoc. Cependant, la crue de janvier 1683 emporta une arche et la via Domitia fut coupée à cet endroit définitivement. En effet, un nouveau pont sur l'Hérault a été construit en 1618 entre Montagnac et Pézenas. En 1904, une nouvelle crue emporte une nouvelle arche.
Le « moulin à  Bled » du XIe siècle se trouve non loin du pont.

## Caractéristiques
Le pont actuel est construit avec de la pierre volcanique du mont Ramus, proche du fleuve, et comportait neuf arches dont 4 subsistent aujourd'hui. Son architecture, avec avant-becs et arrière-becs, appareil de gros galets et blocage de mortier s’apparente à celle des ponts romains.
Il fait l’objet d’un classement au titre des monuments historiques par la liste de 1862.

## Galerie

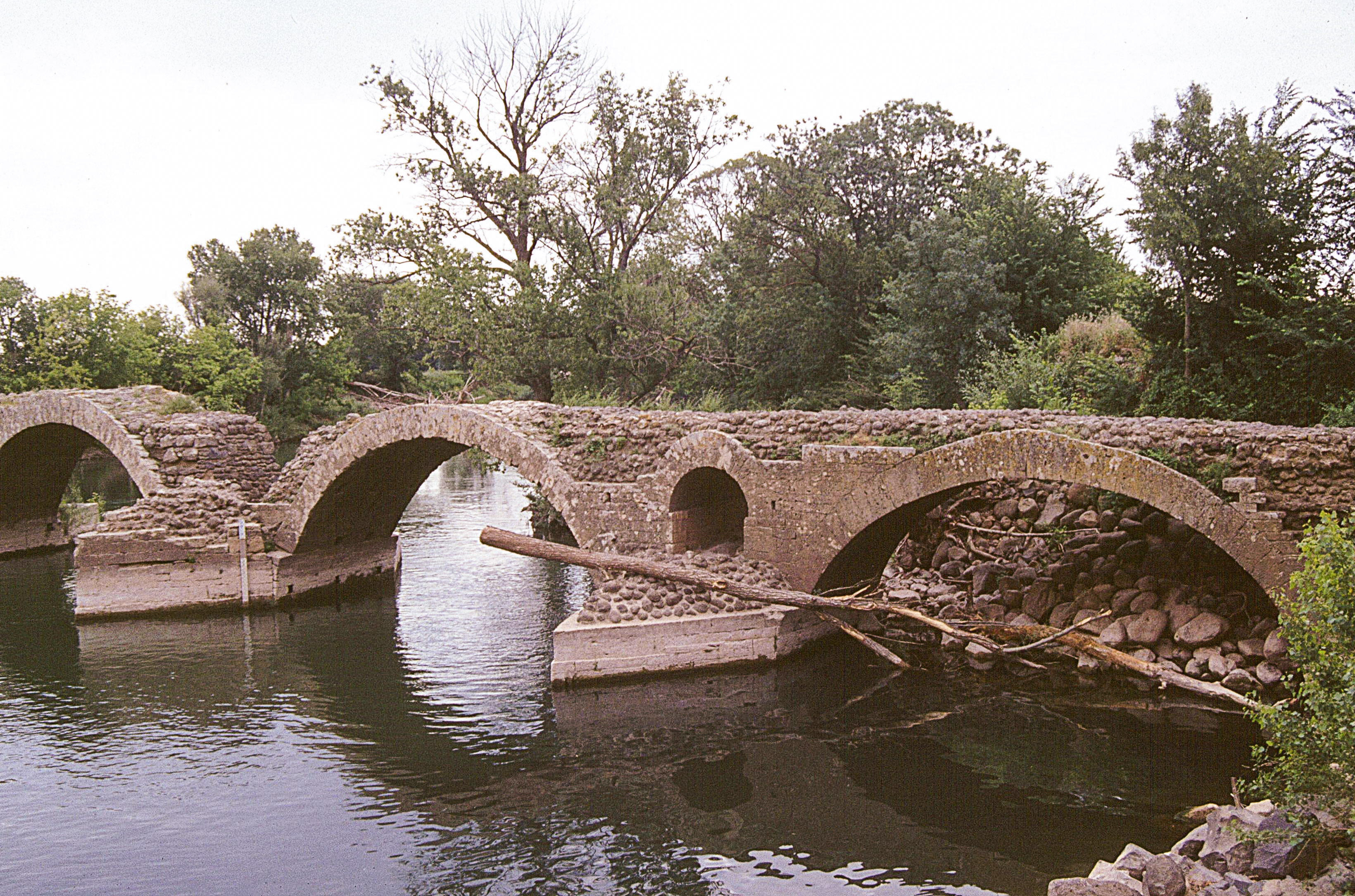
Vue générale en 2007.
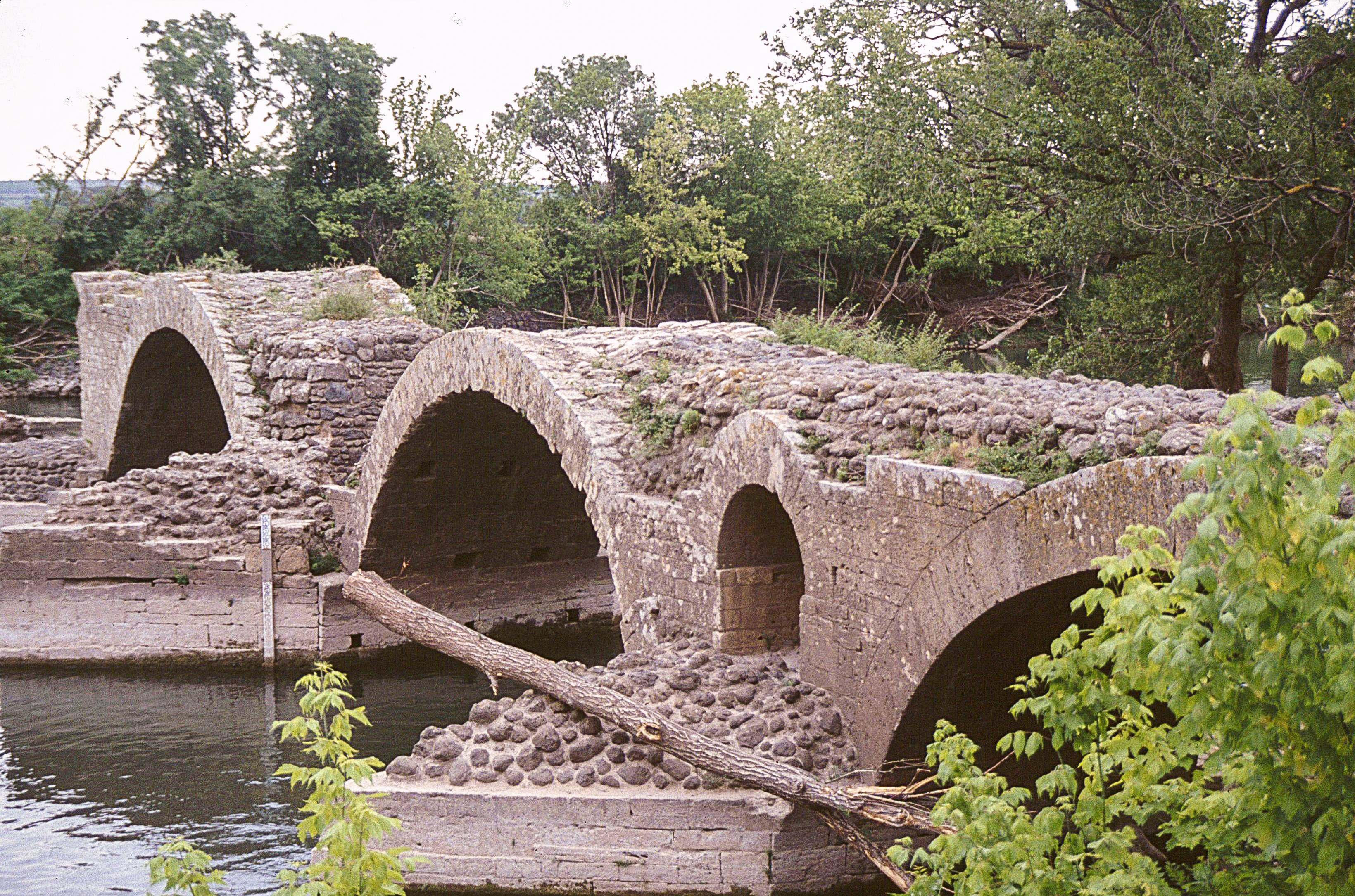
Vue détaillée en 2007.
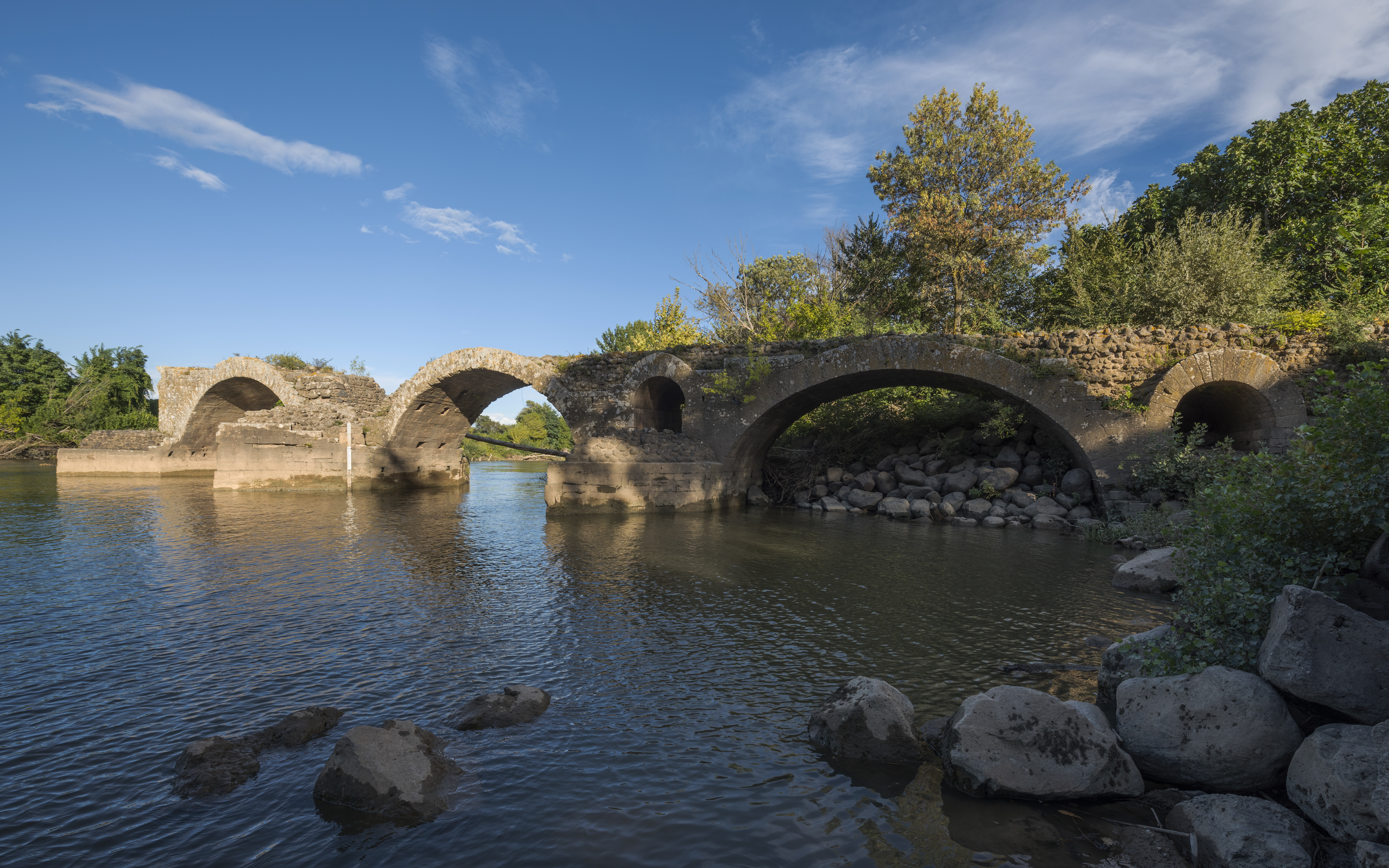
Vue générale en fin de journée de septembre 2016.
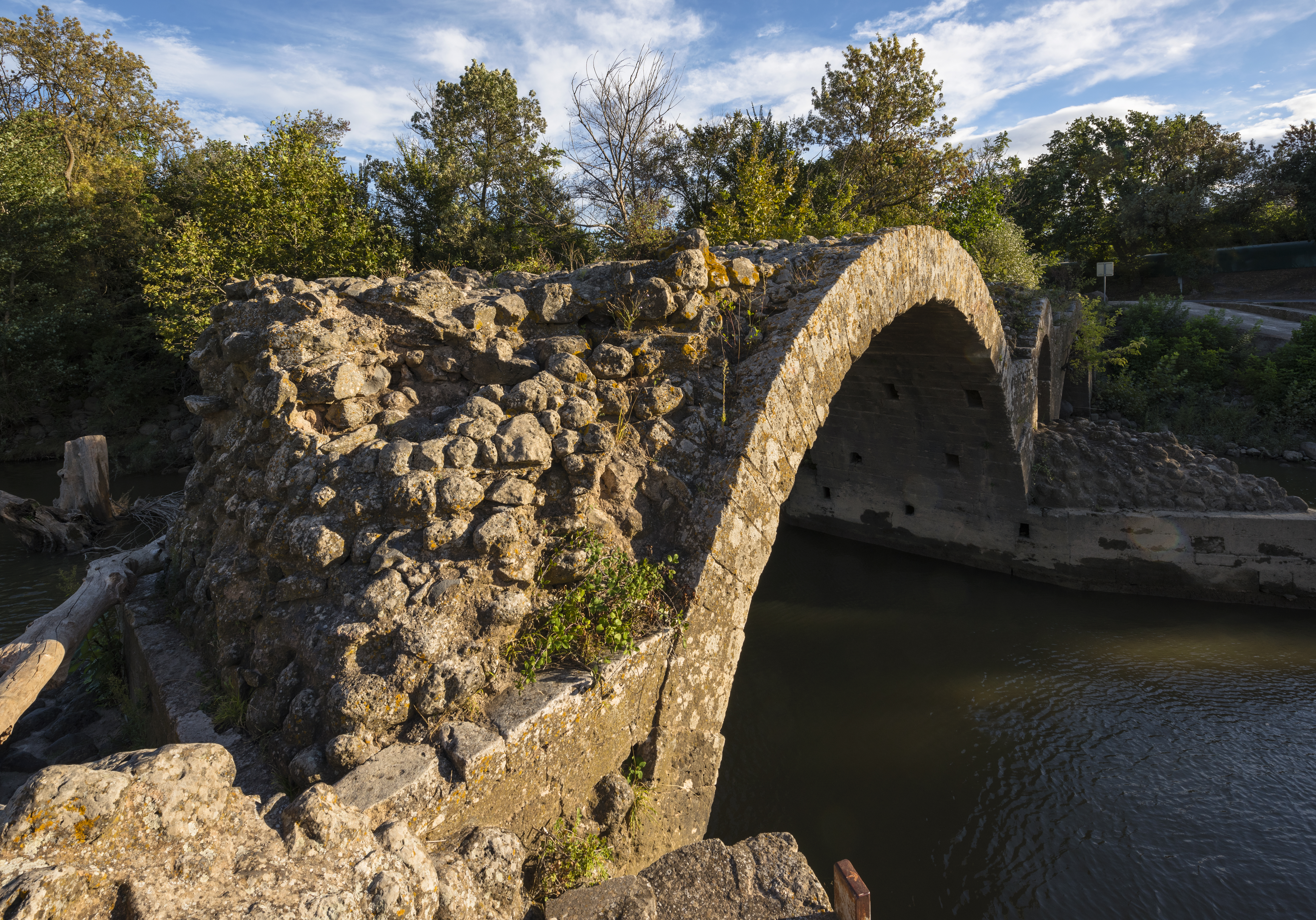
Vue détaillée en fin de journée de septembre 2016.